# Грумоло-делле-Аббадессе
Грумоло-делле-Аббадессе (итал. Grumolo delle Abbadesse) — коммуна в Италии, располагается в провинции Виченца области Венеция.
Население составляет 3311 человек, плотность населения составляет 237 чел./км². Занимает площадь 14 км². Почтовый индекс — 36040. Телефонный код — 0444.
В коммуне 15 августа особо празднуется Успение Пресвятой Богородицы.